# Jobat
Jobat là một thị xã và là một nagar panchayat của quận Jhabua thuộc bang Madhya Pradesh, Ấn Độ.

## Địa lý
Jobat có vị trí 22°25′B 74°34′Đ / 22,42°B 74,57°Đ Nó có độ cao trung bình là 292 mét (958 feet).

## Nhân khẩu
Theo điều tra dân số năm 2001 của Ấn Độ, Jobat có dân số 9991 người. Phái nam chiếm 52% tổng số dân và phái nữ chiếm 48%. Jobat có tỷ lệ 72% biết đọc biết viết, cao hơn tỷ lệ trung bình toàn quốc là 59,5%: tỷ lệ cho phái nam là 79%, và tỷ lệ cho phái nữ là 64%. Tại Jobat, 16% dân số nhỏ hơn 6 tuổi.